# Bersatu
Bersatu (malayo para "Unidad" o "Solidaridad"), también referidos como el Consejo Consultivo del Pueblo malayo Patani (malayo: Majelis Permesyuaratan Rakyat Melayu Patani, MPRMP) fue un grupo de diversas organizaciones separatistas de las provincias mayoritariamente musulmanas y malayas de Tailandia del Sur ("Patani").

## Historia
Bersatu, lo cual en idioma malayo significa "unidad," se creó como una organización que buscaba unificar todos los grupos separatistas que operaban contra el Gobierno de Tailandia. Se establecieron en el 31 de agosto de 1989 por facciones del Barisan Revolusi Nasional Melayu Patani (BRN), el Frente Nacional para la Liberación de Pattani (BNPP), el Mujahideen Pattani Movimiento (BNP) y el PULO. El núcleo central del BRN niega que se hayan unido a Bersatu. Bajo el lema de "Bersatu", el PULO, el nuevo PULO (que se disgregó en 1995) y BRN inició ataques coordinados, con el nombre en clave de "Hojas en descenso," entre agosto de 1997 y enero de 1998, incluyendo atentados de bombas, ataques incendiarios y tiroteos, dando resultado a nueve fallecidos, docenas de heridos y daño económico sustancial.
Algunos de los líderes más destacados del Bersatu fueron arrestados o asesinados durante los años previos a 2004. El incendio coordinado de 18 escuelas en enero de 2004 llevó a mucha gente sospechar que el grupo Barsatu era el responsable. A mediados de la década del 2000 sin embargo la coalición fue disuelta. Según el expresidente Wan Kadir Che Man, fue abandonado por los miembros más jóvenes, los islamistas radicales.
Bersatu no debe ser confundido con Barisan Bersatu Mujahidin Patani (BBMP; "Frente unido muyahidín de Pattani"), una ruptura radical del BNPP, establecido en 1985, el cual sigue una ideología radicalmente islamista. El BBMP nunca fue parte del Bersatu.